# Chicano

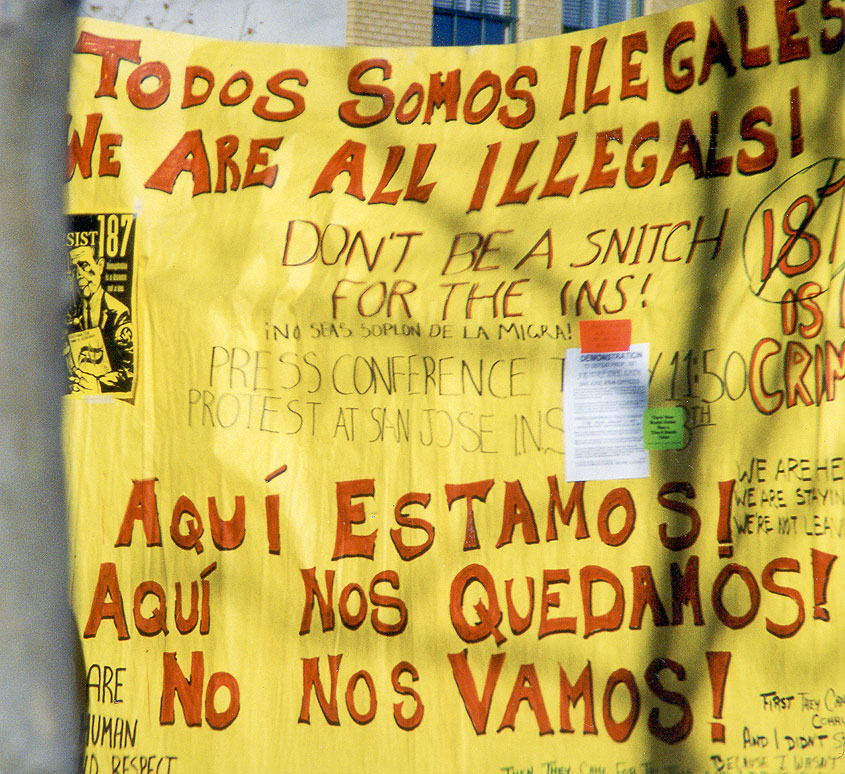
Todos somos ilegales – We are all Illegals („Wir sind alle Illegale“), Protest gegen die Politik der Einwanderungsbehörde (INS) in Kalifornien

Chicano ist eine Bezeichnung für in den Vereinigten Staaten lebende Mexikaner und ihre Nachfahren (mexikanische Amerikaner). Sie gehören damit zur Gruppe der Hispanics bzw. der Latinos.
Die Bezeichnung Chicano, ursprünglich diskriminierend verwendet, ist verhältnismäßig neu und wird mittlerweile von mexikanischen Immigranten zur Kennzeichnung ihrer speziellen Lebenssituation benutzt. Wahrscheinlich liegt der Ursprung des Wortes in der Zeit um 1930 und den folgenden 1940er Jahren, als infolge einer Vereinbarung der Regierungen beider Länder arme mexikanische Landarbeiter mit Hilfe des Bracero-Programms als billige Arbeitskräfte in den Vereinigten Staaten zur Feldarbeit eingesetzt wurden.
Der Gebrauch des Wortes lässt sich wohl zuerst auf den Feldern in Kalifornien nachweisen. Die Verballhornung der Eigenbezeichnung der Arbeiter als „Mexicanos“ ist im Zusammenhang mit regionalen Eigenheiten der Aussprache der Einwanderer zu sehen: Das „x“ wird als Zischlaut, angesiedelt zwischen „sch“ und „ch“ ausgesprochen, klingt also in etwa wie „Me-chi-ka-noss“. Als Schimpfwort in englischer Adaption zu „Chicanos“ verkürzt, wurde es von mexikanischen Aktivisten in der Bürgerrechtsbewegung in den 1960er und 1970er Jahren aufgegriffen, um selbstbewusst eine eigenständige mexikanisch-amerikanische kulturelle Identität herauszustellen.

## Politische Bewegung
Die Bezeichnung wurde aufgenommen und zum Kampfbegriff für eine eigenständige politische Bewegung, die mit vielen Orten und zahlreichen Teilgruppen die Belange der großen Bevölkerungsgruppe vertritt. Durch oppositionelle politische Aktivitäten kommt es jedoch auch zu einer negativen Konnotation bei denen, die um eine möglichst reibungslose Anpassung an den American Way of Life bemüht sind.

## Chicano-Presse
Die Chicano-Presse ist eine wichtige Komponente der Bewegung und trug viel dazu bei, die Geschichte, Literatur und Nachrichten zu verbreiten. Die Presse schuf eine Verbindung zwischen der Kerngruppe und der Peripherie und vermittelte eine nationale Chicano-Identität und Gemeinschaft. Die Chicano Press Association (CPA), die 1969 gegründet wurde, trug signifikant zur Entwicklung dieses Nationalethos bei. Die CPA argumentierte, dass eine aktive Presse grundlegend wichtig sei für die Befreiung der Chicano und war Sprachrohr für ca. zwanzig Zeitungen, hauptsächlich in Kalifornien aber auch im ganzen Südwesten.
Chicanos in vielen Colleges begannen in den 1968er Jahren ihre eigenen Studenten-Zeitungen zu veröffentlichen. Viele davon stellten jedoch innerhalb eines Jahres ihre Veröffentlichung wieder ein, oder verschmolzen mit größeren Publikationen. Auch Organisationen, wie die Brown Berets und MECHA, gründeten ihre eigenen unabhängigen Zeitungen. Und Chicano-Communities gründeten Zeitschriften wie El Grito del Norte in Denver und Caracol in San Antonio.
Mehr als 300 Zeitungen und Zeitschriften sind mit der Bewegung verbunden.

## Chicano-Literatur

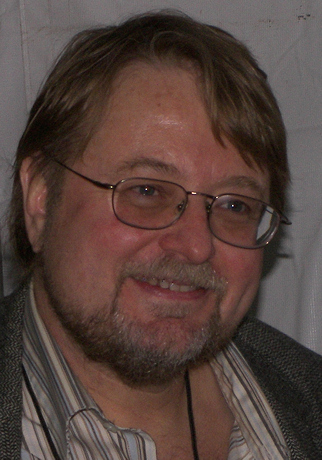
Luis Urrea (2009)

Als Chicano-Literatur (im engl. Chicano literature) wird die Gesamtheit erzählerischer oder lyrischer Werke verstanden, die durch Autoren entstehen, die sich als Angehörige der Chicanogemeinschaft sehen. Zu den wesentlichen Autoren zählen Rudolfo Anaya, Américo Paredes, Rodolfo Gonzales, Rafael C. Castillo, Julian S. Garcia, Gary Soto, Oscar Zeta Acosta, Luis Valdez, John Rechy, Luis Omar Salinas, Tino Villanueva, Denise Chavez, Daniel Olivas, Benjamin Alire Sáenz, Tomás Rivera, Luis Alberto Urrea, Lorna Dee Cervantes, Sergio Troncoso, Rigoberto González, Rolando Hinojosa und Alicia Gaspar de Alba.
Chicanaliteratur ist ein Bestandteil der Chicanoliteratur, die insbesondere die Erfahrungen weiblicher Mitglieder der Chicanogemeinschaften herausstellen. María Ruiz de Burton war 1872 die erste mexikanisch-amerikanische Autorin, die auf Englisch veröffentlichte. Die Literaturkritikerin Claudia Sadowski-Smith hat die Autorin Sandra Cisneros als die vermutlich bekannteste Chicanaschriftstellerin bezeichnet und ihr als erste mexikanisch-amerikanische Autorin, die von einem der großen US-amerikanischen Verlagshäuser publiziert wurde, eine Rolle als Pionierin zugebilligt. Cisneros erster Roman Das Haus in der Mango Straße erschien 1989 zunächst in dem kleinen Verlag Arte Público Press, der sich mit seinem Verlagsprogramm auf ein Lesepublikum mit lateinamerikanischen Wurzeln ausrichtete. Die zweite Auflage dagegen erschien 1991 bei Vintage Books, einem Verlag innerhalb der Random-House-Gruppe. 1991 wurde Woman Hollering Creek von Random House direkt veröffentlicht. Wie Cisneros’ Biografin Ganz anmerkt, waren es bis zu diesem Zeitpunkt einzig männliche Chicanoautoren, die erfolgreich zu einem der großen Verlage gewechselt waren. Die Tatsache, dass Cisneros erster Roman so viel Aufmerksamkeit erregte, dass sich ein Verlag wie Vintage Books seiner annahm, verdeutlicht die zunehmende Bedeutung der Chicanoliteratur innerhalb der amerikanischen Literaturszene.
In einem Interview im National Public Radio sagte Cisneros am 19. September 1991:

„Ich glaube, ich kann nicht glücklich sein, wenn ich die einzige bin, die von Random House veröffentlicht wird, wenn es gleichzeitig so viele großartige Schriftsteller – sowohl Latinos als auch Latinas oder Chicanos und Chicanas – gibt, die in den US nicht von großen Verlagshäusern publiziert werden oder diesen noch nicht einmal bekannt sind. Wenn mein Erfolg bedeuten würde, dass die Verlage noch mal einen zweiten Blick auf diese Schriftsteller werfen – und diese dann auch in größerer Zahl verlegen, dann werden wir endlich in diesem Land ankommen.“

## Chicano Cinema
Unter Chicano Cinema (dt. Chicano-Kino) versteht man die Gesamtheit der kinematographischen Produktion durch einen Regisseur, der sich als Angehöriger der Chicanogemeinschaft sieht. Die dabei entstandenen Filme zeichnen den ideengeschichtlichen Verlauf der Chicanobewegung, gespiegelt im Medium Film, nach. Dieser kann als ein Kontinuum verstanden werden, das sich von einem Pol der Widerstands- und Isolationsbestrebung hin zu verstärkter Assimilation und Annäherung an die angloamerikanische Kultur bewegt. Die letzte Phase wird dabei zunehmend begleitet von Kritik von Seiten der Befürworter kultureller Eigenständigkeit. Der beschriebene Wandel kann sowohl anhand der thematischen als auch der filmästhetischen Entwicklung des Chicano Cinema in Form einer Verschiebung hin zu bewährten Strategien bzw. Optiken des Hollywoodkinos über die Jahre beobachtet werden.

## Chicano-Kunst
Kunst in der Chicano-Bewegung war geprägt von einem Aufkeimen und von erhöhtem politischen Engagement sowie einer Energisierung durch Kulturstolz. Die eigentliche Chicano Art entwickelte sich in den 1960ern. In der Anfangsphase war dieser Kunststil durch öffentlich zugängliche Ausdrucksformen gekennzeichnet. Chicano-Künstler schufen einen bi-kulturellen Stil mit US-amerikanischen und mexikanischen Einflüssen. Der Mexican-Stil drückt sich durch strahlende Farben und expressionistische Elemente aus.
Prominente Beispiele für Chicano Muralism (Wandmalereien) sind in Kalifornien die historischen Estrada Courts Housing Projects in Boyle Heights, oder La Marcha Por La Humanidad, an der University of Houston.
Seit den späten 1960er Jahren entstanden vielerorts Chicano-, Mexican-American- und Hispanic Cultural Centers, Theater, Filmfestivals, Museen, Galerien und Organisationen.
Etwa zwanzig Jahre später waren die Chicano-Künstler durch politische Prioritäten und gesellschaftliche Werte verändert, allerdings auch in der Gesellschaft besser anerkannt. Es war eine Nachfrage entstanden nach ihrer Kunst und die Arbeit für Museen und für Sammler führte zu neuen Arbeitsformen wie Staffelei-Werken. In den 1970ern wurden vor allem auch Frauen als Künstlerinnen berühmt und auch der Individualismus nahm zu, da viele Chicano Artists auf dem Kunstmarkt erfolgreich wurden.
Neben Künstlern wie Carlos Almaraz prägen heute zahlreiche Graffiti & Custom Künstler die Chicano-Art-Szene, die sich heute auch in den zahlreichen Subkulturen wie der Lowrider & Custombike Gemeinde finden. Dabei sind in der Fahrzeugveredelung knallige Farben (bunte Flake-Lacke) und extrem tiefergelegte Fahrzeuge in klassischer Optik sehr beliebte Stil-Elemente der Chicano-Kunst. Die Kunstrichtung wird in Deutschland nur sehr wenig gelebt, findet aber stetig mehr Anhänger. Die bekanntesten s.g. Customizer in der deutschsprachigen Szene, die sich auf den Chicano-Umbau meist amerikanischer Motorradmodelle der Marke Harley-Davidson spezialisiert haben, sind Thunderbike und BBP.
Beispiele für diese Entwicklung
- Politischer Widerstand und Suche nach eigener Ästhetik: I am Joaquín. Dir. Luis Valdez. Script Rodolfo Gonzalez. 1969.
- Anschluss an die Hollywood-Formel: La Bamba. Dir. Luis Valdez. Perfs. Lou Diamond Phillips, Esai Morales. Columbia Pictures, 1983.

## Chicano Rock
Chicano Rock ist eine stilistisch offene Form der Rockmusik, die seit Mitte der 1950er Jahre von der mexikanischstämmigen Bevölkerung der Vereinigten Staaten von Amerika gespielt wird. Die ethnische Herkunft der Musiker ist das verbindende Hauptmerkmal der zum Chicano Rock gezählten Interpreten. Der regionale Schwerpunkt der Szene ist der Großraum Los Angeles mit einer Konzentration in der East Side der Stadt. Zeitlich hat der Chicano Rock mehrere Höhepunkte, die sich stilistisch von den benachbarten Musikströmungen der jeweiligen Dekade beeinflusst zeigen. Prominente Vertreter des Chicano Rocks sind Ritchie Valens, Linda Ronstadt, Carlos Santana und Los Lobos.
Eine humoristisch-satirische Form des Chicano Rock interpretiert El Vez, der selbsternannte „Mexikanische Elvis“. In seinen oft sozialkritischen Umdichtungen von Elvis-Klassikern und anderen Rocksongs stellt er seinen kulturellen Hintergrund deutlich zur Schau.